# Ярославецька сільська рада
Яросла́вецька сільська́ ра́да — колишній орган місцевого самоврядування у Кролевецькому районі Сумської області. Адміністративний центр — село Ярославець.

## Загальні відомості
- Населення ради: 1 193 особи (станом на 2001 рік)

## Населені пункти
Сільській раді підпорядковані населені пункти:
- с. Ярославець
- с. Покровське

## Склад ради
Рада складається з 14 депутатів та голови.
- Голова ради: Кіяненко Анатолій Андрійович
- Секретар ради: Василько Євгеній Миколайович

### Керівний склад попередніх скликань
| Прізвище, ім'я, по батькові  | Основні відомості                                                         | Дата обрання | Дата звільнення |
| ---------------------------- | ------------------------------------------------------------------------- | ------------ | --------------- |
| Кіяненко Анатолій Андрійович | Сільський голова, 1957 року народження, освіта вища, безпартійний         | 26.03.2006   | 31.10.2010      |
| Кіяненко Анатолій Андрійович | Сільський голова, 1957 року народження, освіта вища, член Партії регіонів | 15.05.2011   |                 |

Примітка: таблиця складена за даними сайту Верховної Ради України